# Alfavargspindel
Alfavargspindel (Alopecosa fabrilis) är en spindelart som först beskrevs av Carl Alexander Clerck 1757.  Alfavargspindel ingår i släktet Alopecosa och familjen vargspindlar. Arten är reproducerande i Sverige. Utöver nominatformen finns också underarten A. f. trinacriae.

## Bildgalleri

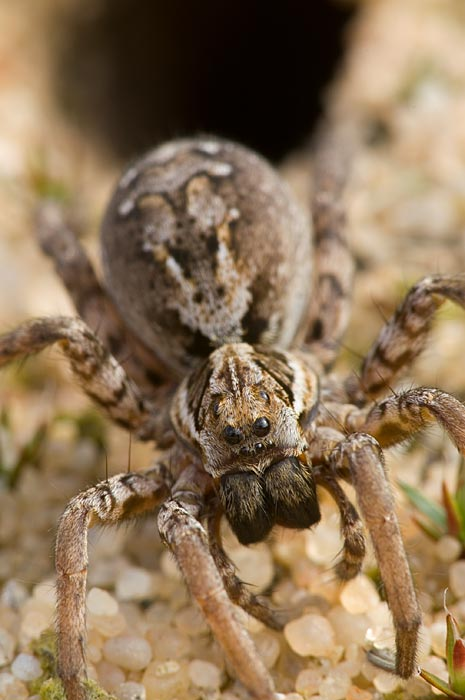
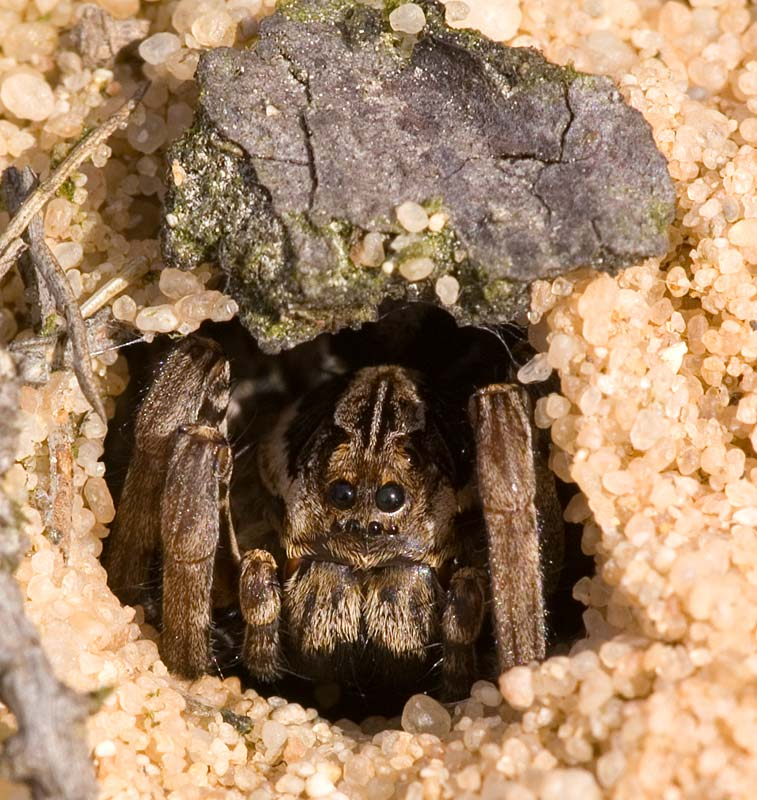